# Atypus magnus
Espèce
Atypus magnus est une espèce d'araignées mygalomorphes de la famille des Atypidae.

## Distribution
Cette espèce se rencontre en Corée du Sud et en Russie.

## Description
Le mâle holotype mesure 22,27 mm.

## Publication originale
- Namkung, 1986 : A new species of the genus Atypus Latreille, 1804 (Araneae: Atypidae) from Korea. Acta arachnologica Tokyo, vol. 35, p. 29-33 (texte intégral).